# 小行星8131
小行星8131（英語：8131 Scanlon）是一颗围绕太阳公转的小行星。1976年9月27日，埃莉諾·赫琳在帕洛马山发现了此天体。
这颗小行星的绝对星等为34.23398633693517等。